# Massaggio Breuss
Il massaggio Breuss alla colonna vertebrale è una "disciplina bionaturale" ideata dal guaritore e naturopata austriaco Rudolf Breuss (1899-1990), inventore anche di una cosiddetta «dieta depurativa anti-cancro». Non esistono allo stato attuale indagini medico-scientifiche che ne dimostrino l'efficacia clinica.

## Teoria
La teoria di Breuss presuppone che non esistono dischi intervertebrali consumati, ma solo "dischi degenerati" e che si possano rigenerare: durante uno sforzo fisico, o anche solo durante le normali attività quotidiane i dischi intervertebrali perdendo liquidi e vengono compressi. Tramite esercizi di scarico vertebrale, o tenendo la colonna vertebrale a riposo, stradiati, le vertebre tornano a distanziarsi, favorendo il riassorbimento dei liquidi da parte dei dischi.
Il massaggio Breuss consiste in diverse manovre di rilassamento e distensione della muscolatura intervertebrale che favorirebbero questo processo naturale. Si utilizza preferibilmente l'olio di iperico (a cui vengono attribuite proprietà sedative e antinfiammatorie).
Esiste una fase più sottile del trattamento che prevede l'utilizzo di un foglio di carta velina che viene unta e stesa sulla schiena, mantenendo le mani dell'operatore a contatto, di volta in volta lungo l'intera colonna. I sostenitori del metodo danno due spiegazioni per questa manovra: una di tipo "energetico", una di tipo biochimico.
Dal punto di vista biochimico, la carta creerebbe un ambiente caldo umido con la cute del paziente: il calore viene in parte dal corpo di questo, in parte dalle mani appoggiate dell'operatore, mentre sotto la carta l'olio contribuisce a creare un microclima umido che, riscaldando e idratando la pelle, rilascerebbe le tensioni muscolari e di conseguenza il dolore.
Il massaggio Breuss può essere effettuato da solo, o viene proposto come complemento ad un trattamento di metodo Dorn.

## Obiezioni scientifiche
Come tutte le discipline bionaturali, il massaggio Breuss non costituisce un sostituto delle terapie mediche ufficiali, della fisioterapia, della chiropratica, o dell'osteopatia. I movimenti imparati non costituiscono da soli una terapia, né consentono di emettere diagnosi. Per disturbi o malattie intercorrenti occorre comunque sempre rivolgersi ad un medico specialista.
Non esistono allo stato attuale indagini medico scientifiche che ne dimostrino l'efficacia.

## Ambito di applicazione
Essendo essenzialmente un metodo atto a promuovere il benessere, viene applicato come trattamento di wellness in ambito fisiologico e non può quindi essere applicato in contesto di patologia.